# Pterodroma cervicalis
Pterodroma cervicalis là một loài chim trong họ Procellariidae.
Trong mùa không sinh sản, loài này phân bố khắp phần lớn của Thái Bình Dương, nhưng người ta chỉ biết loài chim này sinh sản trên các đảo trong quần đảo Kermadec Macauley của New Zealand và lãnh thổ Úc đảo Norfolk và đảo Phillip. Loài chim này trước đây sinh sản trên đảo Raoul, nhưng ngày nay đã tuyệt chủng tại địa phương này. Các ghi nhận sinh sản trên Merelava, Vanuatu, có nhiều khả năng rất tương tự như loài chim petrel Vanuatu, P. occulta, mà một số người coi là một phân loài của loài này. 